# Nigdy wcześniej (album)
Nigdy wcześniej (zapis stylizowany: NIGDY WCZEŚNIEJ) – debiutancki album studyjny polskiego piosenkarza Oskara Cymsa. Wydawnictwo ukazało się 17 listopada 2023 nakładem wytwórni muzycznej DB4 Management w dystrybucji Warner Music Poland.
Album jest utrzymany w stylu muzyki pop. Składa się z wersji standardowej (1 CD).
Płyta zadebiutowała na 9. miejscu polskiej listy sprzedaży – OLiS
Nagrania były promowane singlami: „Daj mi znać”, „Nic więcej”, „Niech mówią”, „Na niebie” i „Nigdy wcześniej”.

## Lista utworów
Opracowano na podstawie materiału źródłowego.
| Nigdy wcześniej – Wersja standardowa | Nigdy wcześniej – Wersja standardowa | Nigdy wcześniej – Wersja standardowa                                       | Nigdy wcześniej – Wersja standardowa | Nigdy wcześniej – Wersja standardowa |
| Nr                                   | Tytuł utworu                         | Słowa                                                                      | Muzyka | Długość                              |
| ------------------------------------ | ------------------------------------ | -------------------------------------------------------------------------- | --- | ------------------------------------ |
| 1.                                   | „Niech mówią”                        | Oskar Cyms, Patryk Kumór                                                   | Damian Skoczyk, Dominic Buczkowski-Wojtaszek, Emilian Waluchowski, Frank Bo, Patryk Kumór                                                     | 2:40                                 |
| 2.                                   | „A jeśli nie”                        | Oskar Cyms, Patryk Kumór, Frank Bo                                         | Oskar Cyms, Patryk Kumór, Dominic Buczkowski-Wojtaszek                                                                                        | 2:37                                 |
| 3.                                   | „Chciałem”                           | Patryk Kumór, Dawid Kwiatkowski, Frank Bo                                  | Dominic Buczowski-Wojtaszek, Jan Bielecki, Patryk Kumór                                                                                       | 2:32                                 |
| 4.                                   | „Daj mi znać”                        | Oskar Cyms, Maria Dzięcielak, Frank Bo, Patryk Kumór                       | Damian Skoczyk, Dominic Buczkowski-Wojtaszek, Emilian Waluchowski, Patryk Kumór                                                               | 2:31                                 |
| 5.                                   | „Nic więcej”                         | Carla Fernandes, Maria Dzięcielak, Patryk Kumór, Frank Bo                  | Carla Fernandes, Patryk Kumór, Damian Skoczyk, Piotr Zborowski, Dominic Buczkowski-Wojtaszek, Maria Dzięcielak                                | 2:28                                 |
| 6.                                   | „Może to nie ja”                     | Oskar Cyms, Carla Fernandes, Patryk Kumór, Maria Dzięcielak, Frank Bo      | Oskar Cyms, Carla Fernandes, Damian Skoczyk, Piotr Zborowski, Dominic Buczkowski-Wojtaszek, Maria Dzięcielak                                  | 2:27                                 |
| 7.                                   | „Nigdy wcześniej”                    | Oskar Cyms, Patryk Kumór, Frank Bo                                         | Oskar Cyms, Dominic Buczkowski-Wojtaszek, Patryk Kumór                                                                                        | 2:54                                 |
| 8.                                   | „Jak za dawnych lat”                 | Carla Fernandes, Tomasz Kamiński, Maria Dzięcielak, Frank Bo, Patryk Kumór | Carla Fernandes, Damian Skoczyk, Dominic Buczkowski-Wojtaszek, Piotr Zborowski, Tomasz Kamiński                                               | 2:41                                 |
| 9.                                   | „Na niebie”                          | Oskar Cyms, Maria Dzięcielak, Frank Bo, Patryk Kumór                       | Oskar Cyms, Carla Fernandes, Damian Skoczyk, Dominic Buczkowski-Wojtaszek, Emilian Waluchowski, Maria Dzięcielak, Oskar Cyms, Piotr Zborowski | 2:16                                 |
| 10.                                  | „Byle było nam”                      | Oskar Cyms, Patryk Kumór                                                   | Oskar Cyms, Dominic Buczkowski-Wojtaszek, Frank Bo, Patryk Kumór                                                                              | 2:49                                 |
| 11.                                  | „Nie zapomnę”                        | Oskar Cyms, Patryk Kumór, Carla Fernandes, Frank Bo, Maria Dzięcielak      | Oskar Cyms, Dominic Buczkowski-Wojtaszek, Patryk Kumór                                                                                        | 2:54                                 |
|                                      |                                      |                                                                            | | 28:49                                |

## Pozycje na listach sprzedaży

### Pozycje na listach tygodniowych
| Kraj   | Lista (2023)  | Najwyższa pozycja |
| ------ | ------------- | ----------------- |
| Polska | OLiS – albumy | 9                 |